# Myaung
Myaung – miasteczko w Mjanmie, w prowincji Sikong, dystrykcie Sikong i township Myaung.
Miejscowość leży przy drodze łączącej Pa Yein Ma z drogą szybkiego ruchu nr. 71. Położona jest na zachodnim brzegu Irawadi.